# Kunratice (zámek)
Zámek Kunratice je architektonická památka ve stejnojmenné pražské čtvrti, chráněná jako kulturní památka. Přiléhá k němu zámecký park, který je v současnosti zčásti přístupný veřejnosti.

## Historie

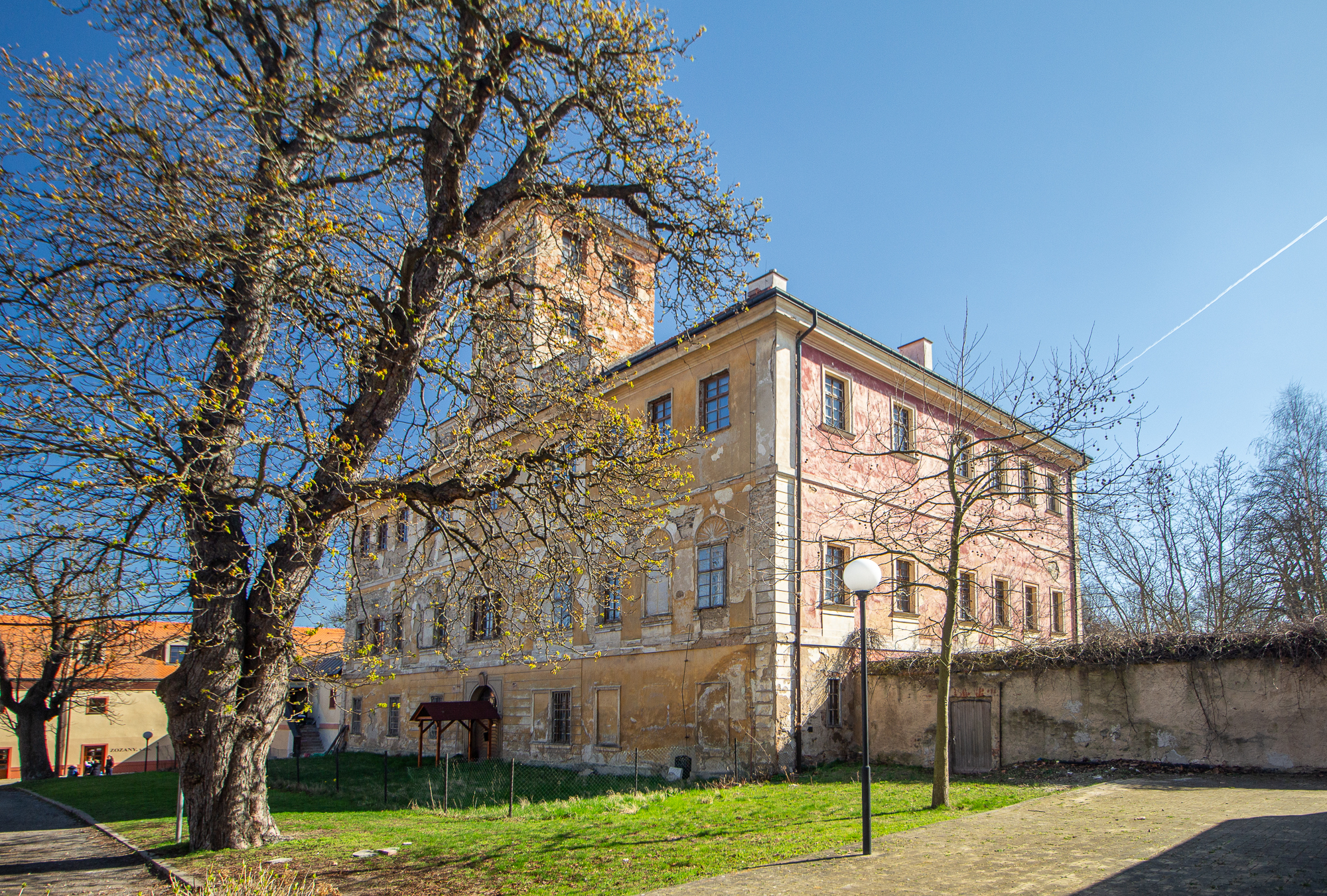
Zámek Kunratice v areálu tvrze Kunratice

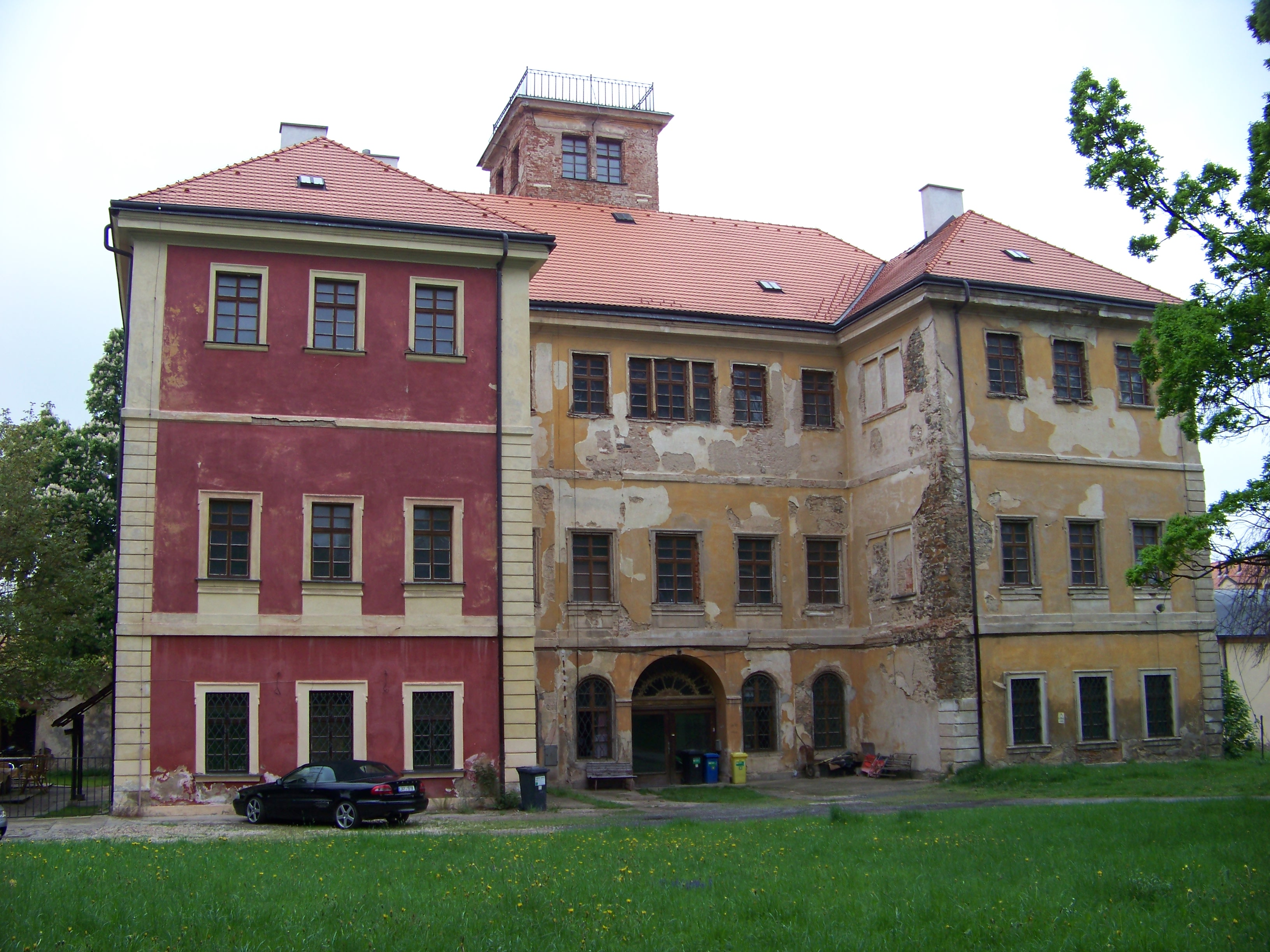

Existence tvrze v Kunraticích je doložena k roku 1336. Později ji zakoupil Václav IV. Patrně roku 1688 za Františka Václava Čabelického ze Soutic byl na místě vystavěn raně barokní zámek. V roce 1721 Kunratice získal Jan Arnošt z Goltze povýšený roku 1724 na barona a roku 1731 na hraběte. Za jeho života došlo k další přestavbě, jejímž pravděpodobným autorem je Václav Špaček.
Kolem roku 1830 na zámku proběhla klasicistní přestavba. Koncem 19. století pak hospodářský dvůr poškodil rozsáhlý požár, po kterém čekala zámek brzy další rekonstrukce. Tu měl dle dochovaných dokumentů na starost stavitel František Václavík. V roce 1945 byl zámek zkonfiskován a poslední stavební úprava v roce 1959 odstranila dvouramenné schodiště. Podoba schodiště je zachycena ve filmové komedii Host do domu, kterou zde v roce 1942 natočil režisér Zdeněk Gina Hašler. Na zámku sídlilo entomologické oddělení Národního muzea (Golčova 1). Jeho areál posloužil v roce 2004 jako jedna z lokací v hororovém fantasy filmu Van Helsing. V prvním desetiletí 21. století proběhla rekonstrukce bočních křídel zámku.
V lednu 2024 stát zámek za 106 milionů korun prodal v aukci novému majiteli.

## Rozsah kulturní památky
V rámci kulturní památky jsou chráněny tyto části areálu:
- zámek čp. 1, parc. č. 1 (jižní křídlo)
- hospodářské budovy I, II, parc. č. 7 (západní křídlo), přilehlá plocha vně křídla u ulice Za parkem, parc. č. 9
- hospodářská budova III, bývalá stáj, čp. 486, parc. č. 5 (východní křídlo, u Golčovy ulice)
- hospodářská budova IV, čp. 485, parc. č. 2 (jižní část východního křídla, u Golčovy ulice)
- nádvoří, parc. č. 6
- domek Kostelní náměstí čp. 34, služebna městské policie u Golčovy ulice, parc. č. 3, přilehlé plochy parc. č. 4 a 5
- severní část parku, parcely č. 10/1, 10/2, 10/3. Park, brány, ohradní zeď.
- parcela č. 25 bez stavby Golčova 32/2 na tomto pozemku (severní část východní strany severní části parku)
- jižní část parku, parcely 11/1, 11/2, 11/3, 11/4, 11/5, 11/6. Park, ohradní zeď – bez staveb tenisového areálu Tenis Golf Club Kunratice na těchto pozemcích.
- parcela č. 17 se stavbou Golčova čp. 28 u vstupu do jižní části parku
- parcely č. 1659/1, 1659/2, 1659/3: trojúhelníková část parku východně od ulice Do dubin
- parcely č. 1661/1 až 1661/4 (budova Poběžovická 1481/21 není v MonumNetu zmíněna ani vyloučena z ochrany), 1662 (nyní rozdělená na díly; budova Poběžovická 27/17 není v MonumNetu zmíněna ani vyloučena z ochrany), 1664, parc. 2387 cesta od Golčovy ulice do bažantnice

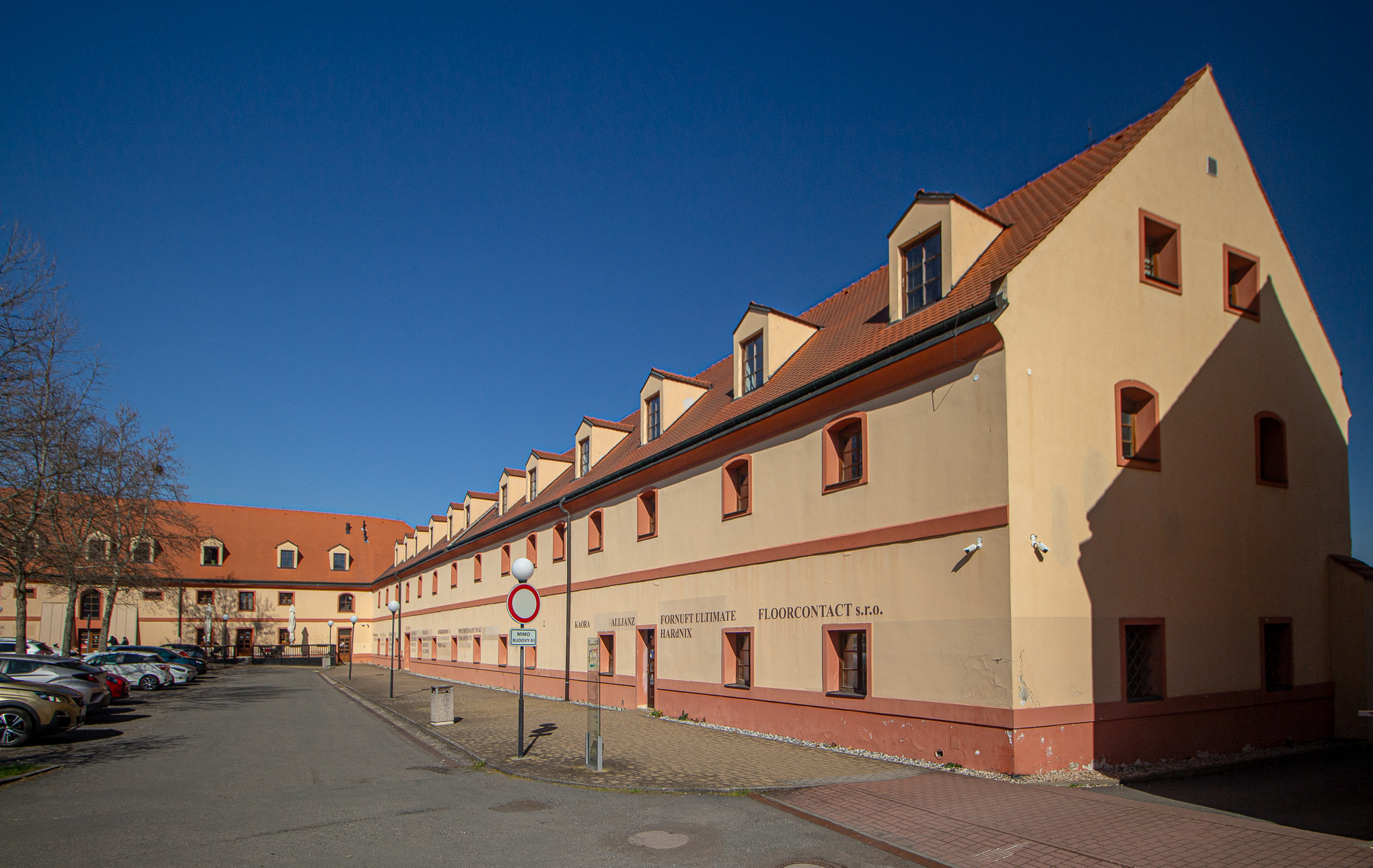
Vnitřní dvůr tvrze u zámku

- Vnitřní dvůr tvrze u zámkuparcely č. 1660/1 až 1660/7: bývalá bažantnice mezi ulicemi Poběžovická, Lesní, Za bažantnicí, Za hájovnou.